# Гринвич (Охајо)
Гринвич (енгл. Greenwich) град је у америчкој савезној држави Охајо.

## Демографија
По попису из 2010. године број становника је 1.476, што је 49 (-3,2%) становника мање него 2000. године.
| Група             | 2000.         | 2010.         |
| Белци             | 1.495 (98,0%) | 1.447 (98,0%) |
| Афроамериканци    | 0 (0,0%)      | 3 (0,2%)      |
| Азијати           | 1 (0,1%)      | 6 (0,4%)      |
| Хиспаноамериканци | 9 (0,6%)      | 16 (1,1%)     |
| Укупно            | 1.525         | 1.476         |